# Mitridat III. Partski
Mitridat III. Partski (perzijsko مهرداد سوم‎),  veliki kralj Partskega cesarstva, ki je vladal 58–54 pr. n. št., * ni znano, † 54 pr. n. št..
Mitridat je s pomočjo brata Oroda II. umoril svojega očeta Fraata III. in postal kralj Medije. Po prihodu na prestol je sprožil državljansko vojno proti Orodu in bil zaradi krutosti kmalu odstavljen. Zatekel se je v Sirijo k rimskemu prokonzulu Avlu Gabiniju in od tam napadel Mezopotamijo. V Selevkiiji ob Tigrisu je v bitki z Orodovim generalom Sureno doživel poraz. Pobegnil je v Babilon, kjer so ga po dolgem obleganju leta 54 pr. n. št. ujeli in usmrtili.